# 神田橋出入口
神田橋出入口（かんだばしでいりぐち）は、東京都千代田区にある首都高速都心環状線の出入口である。内・外回り双方の出口・入口とも設置されているフルインターチェンジである。

## 接続道路
- 内回り出口・入口、外回り入口
  - 東京都道403号大手町湯島線（日比谷通り）
- 外回り出口
  - 東京都道402号錦町有楽町線（西行き一方通行）

## 周辺
- 神田橋
- 大手町
- 大手町駅

## 隣
首都高速都心環状線
(26)北の丸出口 - 竹橋JCT - (29)神田橋出入口（北池袋・渋谷方面） - 神田橋JCT - (28)神田橋出入口（湾岸線・羽田方面） - *(30)呉服橋出入口 - *(31)江戸橋出入口 - 江戸橋JCT - (11)宝町出入口
*打消線は廃止

## 注意点
神田橋出入口⇔首都高速八重洲線の利用は出来ない。外回り出口は西行き一方通行の錦町有楽町線に直結し、大手町湯島線とは直接接続しない。